# Antonio Meucci
Antonio Santi Giuseppe Meucci (Firenze, 1808. április 13. – New York, 1889. október 18.) olasz feltaláló, aki a 19. században nagy szerepet játszott a telefonkészülék kifejlesztésében.
Meucci a firenzei szépművészeti akadémián (Accademia di Belle Arti) tanult, majd kémiai és gépészeti tanulmányokat folytatott. Ezzel egyidőben teljesítette katonai szolgálatát a város helyőrségénél. 1833-ban a Teatro della Pergola színház fő szinpadgépésze lett, ahol egy még ma is meglévő akusztikus csőtelefont fejlesztett ki és helyezett üzembe. Az olasz egység megvalósítását követelő forradalmárokkal érzett szimpátiája miatt megfigyelés alatt tartották, és pár hónapot börtönben is töltött. 1835-ben elhagyta Itáliát és Kubába utazott, ahol csábító ajánlatot kapott. Röviddel elutazása előtt feleségül vette Esther Mochit.
Havannában ismét színpadgépészi állást kapott egy színházban, ami mellett a találmányai továbbfejlesztésének szentelte idejét, többek között a szennyvíz kémiai úton való feldolgozásának. Alapított egy galvanizáló üzemet is, amely főleg a hadsereg számára dolgozott. Ennek segítségével nagy vagyonra tett szert, ami lehetővé tette számára, hogy anyagilag támogassa az itáliai forradalmi mozgalmat. A szerződésének 1850-es lejárta után az Amerikai Egyesült Államokba utazott.
A New Yorkhoz tartozó Cliftonban telepedett le, és itt fejlesztgette tovább ötleteit. 1851-ben alapította meg az első sztearingyertyagyárat, 1856-ban a Clifton sörgyárat, ahol Lager sört állítottak elő és 1860-ban a világ első paraffingyertyáját. Időközben a felesége a reumás megbetegedése miatti fájdalmai következtében már alig tudta elhagyni a szobáját. A vele való kommunikáció megkönnyítése végett Meucci 1854-ben kifejlesztette az első távbeszélő összeköttetést.
A feltaláló 1860-ban mutatta be először távbeszélő-készülékét. A spekulánsokkal való üzletelései azonban teljes vagyonának és gazdasági önállóságának elvesztéséhez vezettek, majd 1866-ban egy gőzkazán felrobbanásakor olyan súlyosan megégett, hogy három hónapon át nem volt képes munkát végezni. Elbocsátották, és a felesége arra kényszerült, hogy a férje által kidolgozott modelleket áruba bocsássa, köztük a telefonét is. Meucci nem adta fel, és továbbfejlesztette a készülékét, amit 1871-ben szabadalmaztatni akart. Mivel az ehhez szükséges pénzösszeget nem tudta időben előteremteni, az ideiglenes szabadalom 1873-ban lejárt. A Western Union Telegraph Company társasággal való kapcsolatfelvétel sem hozott előrelépést számára. Amikor 1874-ben az átadott készülékeket és dokumentumokat visszakövetelte, a cég azt közölte vele, hogy elvesztek.
A Western Union alkalmazásában álló Alexander Graham Bell 1876-ban szabadalmaztatta a telefonját. Meuccinak az évtizedekig tartó pereskedés ellenére sem sikerült visszaszereznie a szabadalmi jogokat, vagy legalább anyagi kártérítést kicsikarni, és elszegényedve hunyt el.
Az Amerikai Egyesült Államok Képviselőháza 2002. június 11-én határozatban közölte, hogy Antonio Meuccit kellene a telefon feltalálójának elismerni.

## Fordítás
- Ez a szócikk részben vagy egészben  az   Antonio Meucci című német Wikipédia-szócikk ezen változatának fordításán alapul.  Az eredeti cikk szerkesztőit annak laptörténete sorolja fel. Ez a jelzés csupán a megfogalmazás eredetét és a szerzői jogokat jelzi, nem szolgál a cikkben szereplő információk forrásmegjelöléseként.